# Società Sportiva Calcio Napoli 2001-2002
Questa voce raccoglie le informazioni riguardanti la Società Sportiva Calcio Napoli nelle competizioni ufficiali della stagione 2001-2002.

## Stagione
Nella stagione 2001-2002 il Napoli disputa il campionato di Serie B, raccoglie 61 punti che gli valgono il quinto posto in classifica. Dopo la retrocessione nel campionato cadetto, viene scelto per il rilancio l'allenatore Luigi De Canio, ma il Napoli deve rimandare il ritorno in Serie A, a causa soprattutto, dei problemi societari che in questi tempi lo affliggono. Accumula nella prima parte del torneo un sensibile ritardo, rispetto alle quattro promosse, fin da gennaio al termine del girone di andata, che ha chiuso con 30 punti, a sette lunghezze dal quarto posto, e che nella seconda parte del torneo non riesce più a colmare. Nell'arco del campionato è mancato ai partenopei l'apporto dei punti in casa, dove ha ottenuto più pareggi, nove, delle vittorie, otto. Mentre in trasferta è stata una delle migliori con otto successi. Nella Coppa Italia i partenopei disputano il girone 3 di qualificazione, che è stato vinto dal Siena, vincono a Livorno (1-3), ma perdono in casa (1-2) con il Siena e a Palermo (3-0).

## Divise e sponsor[2]
Lo sponsor tecnico è Diadora, lo sponsor principale è Birra Peroni.
| Casa | Trasferta | Terza divisa |

## Organigramma societario
Area direttiva
- Presidente: Giorgio Corbelli
- Vice presidente: Dario Boldoni
- Amministratore delegato: Corrado Ferlaino
- Direttore generale: Raffaele Russo

Area comunicazione
- Responsabile: Carlo Iuliano
- Ufficio stampa: Gianluca Vigliotti

Area tecnica
- Direttore sportivo: Luigi Pavarese
- Segretario Sportivo: Alberto Vallefuoco
- Allenatore: Luigi De Canio
- Allenatore in seconda: Igor Charalambopoulos
- Collaboratore tecnico: Stefano Michelini
- Preparatore atletico: Eugenio Albarella
- Preparatore dei portieri: Paolo Pavese
- Responsabile Settore Giovanile: Giuseppe Bifulco

Area sanitaria
- Medici sociali: Pasquale Russo
- Massaggiatori: Salvatore Carmando e Antonio Bellofiore

## Rosa
| N. |                           | Ruolo | Calciatore            |
| -- | ------------------------- | ----- | --------------------- |
| 1  | Italia (bandiera)         | P     | Francesco Mancini     |
| 2  | Marocco (bandiera)        | D     | Abdelilah Saber       |
| 3  | Italia (bandiera)         | D     | Matteo Villa          |
| 4  | Italia (bandiera)         | D     | Dario Baccin          |
| 5  | Italia (bandiera)         | D     | Gianluca Luppi        |
| 6  | Italia (bandiera)         | C     | Emiliano Bigica       |
| 7  | Italia (bandiera)         | C     | Francesco Moriero     |
| 8  | Argentina (bandiera)      | C     | Claudio Husaín        |
| 9  | Italia (bandiera)         | A     | Roberto Stellone      |
| 11 | Rep. Ceca (bandiera)      | C     | Marek Jankulovski     |
| 13 | Italia (bandiera)         | C     | Raffaele Ametrano     |
| 14 | Portogallo (bandiera)     | C     | José Vidigal          |
| 15 | Italia (bandiera)         | D     | Marco Quadrini        |
| 16 | Italia (bandiera)         | D     | Ciro Caruso           |
| 17 | Italia (bandiera)         | C     | Bruno Di Napoli       |
| 18 | Italia (bandiera)         | A     | Antonio Floro Flores  |
| 19 | Costa d'Avorio (bandiera) | A     | Youssouf Kamara       |
| 20 | Italia (bandiera)         | C     | Giuseppe Alessi       |
| 21 | Italia (bandiera)         | D     | Emanuele Troise       |
| 22 | Italia (bandiera)         | P     | Raffaele Gragnaniello |
| 24 | Italia (bandiera)         | A     | Mattia Graffiedi      |
| 25 | Italia (bandiera)         | D     | Luigi Malafronte      |
| 25 | Argentina (bandiera)      | D     | Esteban López         |

| N. |                     | Ruolo | Calciatore              |
| -- | ------------------- | ----- | ----------------------- |
| 26 | Italia (bandiera)   | D     | Ferdinando Salvati      |
| 27 | Italia (bandiera)   | D     | Mariano Stendardo       |
| 28 | Italia (bandiera)   | D     | Angelo Cerbone          |
| 29 | Italia (bandiera)   | C     | Domenico Cristiano      |
| 30 | Honduras (bandiera) | A     | Carlos Pavón            |
| 31 | Brasile (bandiera)  | C     | Fabio Montezine         |
| 32 | Italia (bandiera)   | A     | Massimo Rastelli        |
| 33 | Italia (bandiera)   | P     | Marco Roccati           |
| 34 | Italia (bandiera)   | P     | Fabio Festa             |
| 35 | Italia (bandiera)   | C     | Nicola Mancino          |
| 36 | Italia (bandiera)   | C     | Vincenzo Platone        |
| 37 | Italia (bandiera)   | C     | Luigi Numerato          |
| 38 | Italia (bandiera)   | D     | Andrea Gaveglia         |
| 39 | Italia (bandiera)   | C     | Pietro De Giorgio       |
| 55 | Italia (bandiera)   | C     | Oscar Magoni (capitano) |
| 70 | Italia (bandiera)   | P     | Valerio Visconti        |
| 77 | Italia (bandiera)   | D     | Gaetano Avolio          |
| 80 | Italia (bandiera)   | D     | Antonio Bocchetti       |
| 81 | Italia (bandiera)   | D     | Massimo Russo           |
| 82 | Italia (bandiera)   | C     | Alessandro Troise       |
| 90 | Italia (bandiera)   | A     | Edoardo Artistico       |
| 91 | Italia (bandiera)   | D     | Mauro Bonomi            |
| 99 | Svizzera (bandiera) | A     | David Sesa              |

## Calciomercato

### Sessione estiva(dall'1/7 al 30/9)
| Acquisti | Acquisti              | Acquisti    | Acquisti |
| R.       | Nome                  | da          | Modalità |
| -------- | --------------------- | ----------- | -------- |
| P        | Raffaele Gragnaniello | Casertana   |          |
| P        | Marco Roccati         | Bologna     |          |
| D        | Mauro Bonomi          | Torino      |          |
| D        | Ciro Caruso           | Benevento   |          |
| D        | Gianluca Luppi        | Venezia     |          |
| D        | Luigi Malafronte      | Benevento   |          |
| D        | Marco Quadrini        | Roma        |          |
| D        | Massimo Russo         | Benevento   |          |
| D        | Matteo Villa          | Cagliari    |          |
| C        | Giuseppe Alessi       | Livorno     |          |
| C        | Raffaele Ametrano     | Juventus    |          |
| C        | Emiliano Bigica       | Salernitana |          |
| C        | Domenico Cristiano    | Salernitana |          |
| C        | Bruno Di Napoli       | Campobasso  |          |
| C        | Fábio César Montezine | Udinese     |          |
| C        | Luigi Numerato        | Giugliano   |          |
| A        | Mattia Graffiedi      | Milan       |          |
| A        | Vassanogo Kamara      | Bellinzona  |          |
| A        | Massimo Rastelli      | Piacenza    |          |

| Cessioni | Cessioni          | Cessioni         | Cessioni |
| R.       | Nome              | a                | Modalità |
| -------- | ----------------- | ---------------- | -------- |
| P        | Alberto Fontana   | Inter            |          |
| P        | Luca Mondini      | Sampdoria        |          |
| P        | Valerio Visconti  | Sant'Anastasia   |          |
| D        | Francesco Baldini | Reggina          |          |
| D        | Salvatore Fresi   | Inter            |          |
| D        | Luigi Malafronte  | Palermo          |          |
| D        | Steinar Nilsen    | Tromsø           |          |
| D        | Facundo Quiroga   | Sporting Lisbona |          |
| D        | Thomas Urso       | Giugliano        |          |
| C        | Bruno Di Napoli   | Castel di Sangro |          |
| C        | Matuzalém         | Piacenza         |          |
| C        | Luigi Numerato    | Terzigno         |          |
| C        | Fabio Pecchia     | Bologna          |          |
| C        | Mauricio Pineda   | Udinese          |          |
| C        | Giacomo Tedesco   | Salernitana      |          |
| A        | Amauri            | Piacenza         |          |
| A        | Nicola Amoruso    | Juventus         |          |
| A        | Claudio Bellucci  | Bologna          |          |
| A        | Edmundo           | Cruzeiro         |          |

### Sessione invernale(dal 2/1 al 31/1)
| Acquisti | Acquisti          | Acquisti | Acquisti |
| R.       | Nome              | da       | Modalità |
| -------- | ----------------- | -------- | -------- |
| D        | Esteban Lopez     | Udinese  |          |
| A        | Edoardo Artistico | Crotone  |          |
| A        | Carlos Pavón      | Udinese  |          |

| Cessioni | Cessioni         | Cessioni    | Cessioni |
| R.       | Nome             | a           | Modalità |
| -------- | ---------------- | ----------- | -------- |
| D        | Massimo Russo    | Puteolana   |          |
| C        | Claudio Husaín   | River Plate |          |
| A        | Vassanogo Kamara | Cavese      |          |

## Risultati

### Serie B

#### Girone di andata
| Arbitro: | Rodomonti (Teramo) |

|  |           |                   |
|  | Marcatori | 61’, 85’ Stellone |

| Arbitro: | Nucini (Bergamo) |

|              |           |                          |
| Stellone 39’ | Marcatori | 26’ Parente 66’ M. Vieri |

| Arbitro: | Collina (Viareggio) |

|                                          |           |              |
| Fabbrini 25’, 38’ Fantini 53’ Grieco 86’ | Marcatori | 35’ Rastelli |

| Benevento 1º novembre 2001 4ª giornata | Napoli            | 0 – 0 referto | Vicenza | Stadio Santa Colomba (14 232 spett.)\| Arbitro: \| Messina (Bergamo) \| |
| Arbitro:                               | Messina (Bergamo) |               |         |                                                                         |

| Arbitro: | Cassarà (Palermo) |

|                |           |  |
| Cappellini 83’ | Marcatori |  |

| Cava de' Tirreni 30 settembre 2001 6ª giornata | Napoli             | 0 – 0 referto | Cagliari | Stadio Simonetta Lamberti (5 663 spett.)\| Arbitro: \| Preschern (Mestre) \| |
| Arbitro:                                       | Preschern (Mestre) |               |          |                                                                              |

| Arbitro: | Braschi (Prato) |

|             |           |                             |
| Miccoli 33’ | Marcatori | 56’ Bocchetti 62’ Montezine |

| Arbitro: | Rosetti (Torino) |

|           |           |               |
| Villa 64’ | Marcatori | 90+4’ Lázzaro |

| Arbitro: | Preschern (Mestre) |

|                        |           |                          |
| Ghirardello 82’ (rig.) | Marcatori | 41’ Baccin 89’ Graffiedi |

| Arbitro: | Pellegrino (Barcellona Pozzo di Gotto) |

|               |           |             |
| Montezine 55’ | Marcatori | 31’ Jovičić |

| Arbitro: | Cassarà (Palermo) |

|  |           |            |
|  | Marcatori | 40’ Magoni |

| Benevento 9 novembre 2001 12ª giornata | Napoli              | 0 – 0 referto | Crotone | Stadio Santa Colomba (7 236 spett.)\| Arbitro: \| Borriello (Mantova) \| |
| Arbitro:                               | Borriello (Mantova) |               |         |                                                                          |

| Arbitro: | Dondarini (Finale Emilia) |

|                 |           |               |
| Godeas 41’, 85’ | Marcatori | 60’ Montezine |

| Arbitro: | Bolognino (Milano) |

|                              |           |              |
| Savoldi 46’, 64’ Jiránek 52’ | Marcatori | 90’ Stellone |

| Arbitro: | Messina (Bergamo) |

|                                     |           |                        |
| Vidigal 9’ Stellone 46’, 70’ (rig.) | Marcatori | 4’ Guidoni 12’ Amerini |

| Arbitro: | Racalbuto (Gallarate) |

|                                                   |           |                         |
| Stellone 15’, 42’ Montezine 47’ Jankulovski 90+2’ | Marcatori | 5’ Zaniolo 66’ Imbriani |

| Arbitro: | Gabriele (Frosinone) |

|              |           |                 |
| Banchelli 2’ | Marcatori | 26’ Jankulovski |

| Arbitro: | Dondarini (Finale Emilia) |

|                   |           |  |
| Rastelli 42’, 70’ | Marcatori |  |

| Arbitro: | Collina (Viareggio) |

|  |           |                        |
|  | Marcatori | 6’ Magoni 60’ Stellone |

#### Girone di ritorno
| Arbitro: | Tombolini (Ancona) |

|                             |           |            |
| M. Bonomi 75’ Graffiedi 85’ | Marcatori | 54’ Malagò |

| Arbitro: | Racalbuto (Gallarate) |

|  |           |                  |
|  | Marcatori | 37’ (rig.) Luppi |

| Arbitro: | Cesari (Genova) |

|         |           |  |
| Sesa 8’ | Marcatori |  |

| Arbitro: | Trentalange (Torino) |

|                        |           |                       |
| Schwoch 26’ Maggio 81’ | Marcatori | 14’ (aut.) Ambrosetti |

| Benevento 18 febbraio 2002 24ª giornata | Napoli              | 0 – 0 referto | Empoli | Stadio Santa Colomba (9 572 spett.)\| Arbitro: \| Collina (Viareggio) \| |
| Arbitro:                                | Collina (Viareggio) |               |        |                                                                          |

| Arbitro: | Palanca (Roma 1) |

|               |           |                 |
| Cammarata 58’ | Marcatori | 37’ Jankulovski |

| Arbitro: | Dondarini (Finale Emilia) |

|                      |           |            |
| Artistico 44’ (rig.) | Marcatori | 84’ Fabris |

| Arbitro: | Rodomonti (Teramo) |

|                                            |           |              |
| Vignaroli 4’ Gia. Tedesco 40’ Bellotto 70’ | Marcatori | 63’ Stellone |

| Arbitro: | Morganti (Ascoli Piceno) |

|             |           |                |
| Stellone 1’ | Marcatori | 7’ Ghirardello |

| Arbitro: | Gabriele (Frosinone) |

|  |           |                          |
|  | Marcatori | 43’ Vidigal 69’ Rastelli |

| Arbitro: | Nucini (Bergamo) |

|                  |           |  |
| Luppi 56’ (rig.) | Marcatori |  |

| Arbitro: | Trefoloni (Siena) |

|              |           |                         |
| Deflorio 24’ | Marcatori | 44’ Luppi 48’ Graffiedi |

| Arbitro: | Tombolini (Ancona) |

|           |           |  |
| Luppi 20’ | Marcatori |  |

| Arbitro: | Pellegrino (Barcellona Pozzo di Gotto) |

|             |           |             |
| Vidigal 41’ | Marcatori | 15’ Savoldi |

| Arbitro: | Racalbuto (Gallarate) |

|             |           |                 |
| Guidoni 64’ | Marcatori | 37’ Jankulovski |

| Arbitro: | Messina (Bergamo) |

|                  |           |               |
| F. Giampaolo 21’ | Marcatori | 67’ M. Bonomi |

| Arbitro: | Cesari (Genova) |

|                             |           |                  |
| Villa 28’ Rastelli 71’, 90’ | Marcatori | 90+2’ A. Bellini |

| Arbitro: | Bolognino (Milano) |

|                               |           |                        |
| Pinga 48’ Zampagna 81’ (rig.) | Marcatori | 70’ (rig.) Jankulovski |

| Arbitro: | Cruciani (Pesaro) |

|              |           |                          |
| Montezine 1’ | Marcatori | 18’ Allegretti 22’ Taldo |

### Coppa Italia

#### Girone 3
| Arbitro: | Dondarini (Finale Emilia) |

|                 |           |                             |
| Jankulovski 51’ | Marcatori | 46’, 67’ (rig.) Campolonghi |

| Arbitro: | Preschern (Mestre) |

|             |           |                              |
| Martino 89’ | Marcatori | 17’, 82’ Stellone 90+2’ Sesa |

| Arbitro: | Palmieri (Cosenza) |

|                                     |           |  |
| Belmonte 42’ Longo 45+1’ Frezza 73’ | Marcatori |  |

## Statistiche

### Statistiche di squadra
| Competizione   | Punti | In casa | In casa | In casa | In casa | In casa | In casa | In trasferta | In trasferta | In trasferta | In trasferta | In trasferta | In trasferta | Totale | Totale | Totale | Totale | Totale | Totale | DR |
| Competizione   | Punti | G       | V       | N       | P       | Gf      | Gs      | G            | V            | N            | P            | Gf           | Gs           | G      | V      | N      | P      | Gf     | Gs     | DR |
| -------------- | ----- | ------- | ------- | ------- | ------- | ------- | ------- | ------------ | ------------ | ------------ | ------------ | ------------ | ------------ | ------ | ------ | ------ | ------ | ------ | ------ | -- |
| Serie B        | 61    | 19      | 8       | 9       | 2       | 24      | 15      | 19           | 8            | 4            | 7            | 24           | 24           | 38     | 16     | 13     | 9      | 48     | 39     | +9 |
| Coppa Italia 1 | -     | 1       | 0       | 0       | 1       | 1       | 2       | 2            | 1            | 0            | 1            | 3            | 4            | 3      | 1      | 0      | 2      | 4      | 6      | -2 |
| Totale         | -     | 20      | 8       | 9       | 3       | 25      | 17      | 21           | 9            | 4            | 8            | 27           | 28           | 41     | 17     | 13     | 11     | 52     | 45     | +7 |

### Andamento in campionato
| Giornata  | 1 | 2 | 3  | 4  | 5  | 6  | 7  | 8  | 9 | 10 | 11 | 12 | 13 | 14 | 15 | 16 | 17 | 18 | 19 | 20 | 21 | 22 | 23 | 24 | 25 | 26 | 27 | 28 | 29 | 30 | 31 | 32 | 33 | 34 | 35 | 36 | 37 | 38 |
| --------- | - | - | -- | -- | -- | -- | -- | -- | - | -- | -- | -- | -- | -- | -- | -- | -- | -- | -- | -- | -- | -- | -- | -- | -- | -- | -- | -- | -- | -- | -- | -- | -- | -- | -- | -- | -- | -- |
| Luogo     | T | C | T  | C  | T  | C  | T  | C  | T | C  | T  | C  | T  | T  | C  | C  | T  | C  | T  | C  | T  | C  | T  | C  | T  | C  | T  | C  | T  | C  | T  | C  | C  | T  | T  | C  | T  | C  |
| Risultato | V | P | P  | N  | P  | N  | V  | N  | V | N  | V  | N  | P  | P  | V  | V  | N  | V  | V  | V  | V  | V  | P  | N  | N  | N  | P  | N  | V  | V  | V  | V  | N  | N  | N  | V  | P  | P  |
| Posizione | 1 | 8 | 12 | 14 | 15 | 15 | 14 | 11 | 9 | 9  | 7  | 8  | 10 | 12 | 10 | 8  | 10 | 11 | 7  | 5  | 5  | 5  | 5  | 5  | 5  | 5  | 6  | 7  | 6  | 5  | 5  | 5  | 5  | 5  | 5  | 5  | 5  | 5  |

Fonte: http://calcio-seriea.net/allenatori_squadra/2001/2921/
Legenda:

Luogo: C = Casa; T = Trasferta. Risultato: V = Vittoria; N = Pareggio; P = Sconfitta.

### Presenze e gol
Tot = partite giocate; Tit = partite iniziate da titolare; Sost = Sostituito; Sub = Subentrato; Gol= Goal segnati; Rig= Rigori segnati 